# Niger na Letnich Igrzyskach Olimpijskich 1992
Niger na Letnich Igrzyskach Olimpijskich 1992 reprezentowało 3 zawodników (sami mężczyźni). Był to 6 start reprezentacji Nigru na letnich igrzyskach olimpijskich.

## Skład kadry

### Lekkoatletyka
Mężczyźni
- Hassan Illiassou - bieg na 100 m - odpadł w eliminacjach,
- Boureima Kimba - bieg na 100 m - odpadł w eliminacjach,
- Abdou Manzo - maraton - 67. miejsce,